# بانیا کوولیلیاچا
بانیا کوولیلیاچا (به صربی: Banja Koviljača) یک روستا در صربستان است که در لوزنیسا واقع شده‌است.
 بانیا کوولیلیاچا ۱۳٫۲۲ کیلومتر مربع مساحت و ۷٬۰۰۰ نفر جمعیت دارد و ۱۲۸ متر بالاتر از سطح دریا واقع شده‌است.